# يوليا ليبنيتسكايا
يوليا ليبيتسكايا (بالروسية: Ю́лия Липни́цкая) هي متزلجة على الجليد من روسيا من مواليد في 5 يونيو 1998 في مدينة ييكاتيرينبرغ. وهي بطلة أوروبا في فردي سيدات (2014)، البطلة الأولمبية عام 2014 في التزلج الفني للفرق.

## وصلات خارجية
- يوليا ليبيتسكايا على موقع الاتحاد الدولي للتزلج (الإنجليزية)
- يوليا ليبيتسكايا على موقع اللجنة الأولمبية الدولية (الإنجليزية)
- يوليا ليبيتسكايا على موقع أوليمبيديا (الإنجليزية)

- يوليا ليبيتسكايا - ISU
- يوليا ليبيتسكايا - ألعاب أولمبية شتوية 2014